# Euro Hockey Tour 2002/2003
Euro Hockey Tour 2002/2003 je 7. ročník hokejových turnajů Euro Hockey Tour.

## Česká pojišťovna cup
Hokejový turnaj byl odehrán od 5.9.2002 - do 8.9.2002 v Zlíně. Utkání Švédsko - Finsko se hrálo v Karlstadu (Švédsko)
- Vítěz Ruská hokejová reprezentace.

| Tým 1   | Výsledek                 | Tým 2   |
| ------- | ------------------------ | ------- |
| Švédsko | 2:0 (0:0,1:0,1:0)        | Finsko  |
| Česko   | 1:3 (0:0,1:2,0:1)        | Rusko   |
| Rusko   | 0:1 PP (0:0,0:0,0:0,0:1) | Finsko  |
| Česko   | 6:5 (2:2,2:3,2:0)        | Švédsko |
| Švédsko | 1:2 SN (1:0,0:0,0:1,0:0) | Rusko   |
| Finsko  | 2:7 (1:2,1:2,0:3)        | Česko   |

## Karjala cup
Hokejový turnaj byl odehrán od 7.11.2002 - do 10.11.2002 v Helsinkách. Utkání Česko - Švédsko se hrálo v Pardubicích
- Vítěz Finská hokejová reprezentace.

| Tým 1   | Výsledek                 | Tým 2   |
| ------- | ------------------------ | ------- |
| Švédsko | 3:5 (1:2,0:1,2:2)        | Finsko  |
| Rusko   | 4:3 PP (2:0,0:2,1:1,1:0) | Česko   |
| Finsko  | 5:0 (0:0,1:0,4:0)        | Rusko   |
| Česko   | 5:2 (1:0,1:2,3:0)        | Švédsko |
| Rusko   | 1:3 (0:1,1:2,0:0)        | Švédsko |
| Finsko  | 2:0 (0:0,0:0,2:0)        | Česko   |

## Baltika Cup
Hokejový turnaj byl odehrán od 16.12.2002 - do 22.12.2002 v Moskvě. Utkání Finsko - Slovensko se hrálo v Espoo
- Vítěz Česká hokejová reprezentace.

| Tým 1     | Výsledek                 | Tým 2     |
| --------- | ------------------------ | --------- |
| Finsko    | 4:1 (0:1,3:0,1:0)        | Slovensko |
| Finsko    | 1:0 (0:0,0:0,1:0)        | Švédsko   |
| Rusko     | 4:3 SN (2:1,1:1,0:1,0:0) | Česko     |
| Česko     | 6:1 (1:1,4:0,1:0)        | Slovensko |
| Rusko     | 1:3 (0:1,1:1,0:1)        | Finsko    |
| Švédsko   | 1:2 SN (1:1,0:0,0:0,0:0) | Česko     |
| Švédsko   | 0:3 (0:1,0:1,0:1)        | Rusko     |
| Česko     | 3:2 (0:1,3:0,0:1)        | Finsko    |
| Slovensko | 3:1 (0:0,0:1,3:0)        | Švédsko   |
| Slovensko | 1:3 (1:0,0:1,0:2)        | Rusko     |

## Švédské hokejové hry - vítězRuská hokejová reprezentace
Hokejový turnaj byl odehrán od 4.2.2003 - do 9.2.2003 v Stockholmu. Utkání Finsko - Česko se hrálo v Helsinkách
- Vítěz Švédská hokejová reprezentace.

| Tým 1   | Výsledek                 | Tým 2   |
| ------- | ------------------------ | ------- |
| Kanada  | 3:4 SN (2:1,0:1,1:1,0:0) | Švédsko |
| Rusko   | 4:1 (2:0,0:1,2:0)        | Kanada  |
| Švédsko | 1:2 SN (1:0,0:1,0:0,0:0) | Finsko  |
| Česko   | 2:3 (0:0,1:2,1:1)        | Rusko   |
| Finsko  | 2:3 PP (0:0,1:1,1:1,0:1) | Rusko   |
| Švédsko | 4:1 (2:1,1:0,1:0)        | Česko   |
| Česko   | 3:2 SN (1:1,0:1,1:0,0:0) | Kanada  |
| Rusko   | 4:2 (1:1,2:0,1:1)        | Švédsko |
| Finsko  | 1:0 PP (0:0,0:0,0:0,1:0) | Česko   |
| Kanada  | 5:4 (3:2,2:1,0:1)        | Finsko  |

## Celková tabulka EHT 2002/2003
| Mužstvo | Z  | V | VP | PP | P | VG | OG | B  |
| ------- | -- | - | -- | -- | - | -- | -- | -- |
| Finsko  | 12 | 5 | 3  | 1  | 3 | 26 | 20 | 22 |
| Rusko   | 12 | 4 | 4  | 1  | 3 | 28 | 26 | 21 |
| Česko   | 12 | 4 | 1  | 3  | 4 | 33 | 33 | 17 |
| Švédsko | 12 | 3 | 0  | 3  | 6 | 24 | 32 | 12 |

## Vysvětlivky k tabulkám a zápasům
- Z – počet odehraných zápasů
- V – počet vítězství
- VP – počet výher po prodloužení (nebo po samostatných nájezdech)
- PP – počet proher po prodloužení (nebo po samostatných nájezdech)
- P – počet proher
- VG – počet vstřelených gólů
- OG – počet obdržených gólů
- B – počet bodů